# Обергахінг
Обергахінг (нім. Oberhaching) — громада в Німеччині, розташована в землі Баварія. Підпорядковується адміністративному округу Верхня Баварія. Входить до складу району Мюнхен.
Площа — 26,60 км2. Населення становить 13 638 ос. (станом на 31 грудня 2020).